# Robert Powell
Robert Powell (Salford, 1º giugno 1944) è un attore britannico, noto soprattutto per il ruolo di Cristo nello sceneggiato Gesù di Nazareth (1977) di Franco Zeffirelli.

## Biografia

### I primi anni
Powell è nato a Salford, nel Lancashire, figlio di Kathleen Davis e John Wilson Powell.
Ha frequentato la Manchester Grammar School di Manchester e successivamente il College of Advanced Technology in Salford. Ha compiuto, invece, gli studi superiori a Pendlebury e a Salford.

### La carriera
Powell iniziò a recitare quando ancora non era diplomato. Intenzionato a diventare avvocato, nell'anno accademico 1963-1964, frequentò la London University e il corso di diritto commerciale presso il Manchester College of Commerce, ma nel contempo entrò nella compagnia diretta da Trevor Nunn. Gli si affiancò poco dopo il compagno di studi Bernard Brandon, col quale iniziò le prime esperienze nel campo della commedia.
Il suo primo ruolo cinematografico fu in Rapina al treno postale (1967), dove impersonò un guidatore di auto. Ebbe un piccolo ruolo anche nella versione originale di Un colpo all'italiana (1969) come un membro della gang, ma dovette attendere alcuni anni per conquistare il primo successo nel ruolo dello scienziato Toby Wren nella fiction della BBC Doomwatch. Su sua richiesta, il suo personaggio venne ucciso nell'ultimo episodio della serie originale, cosicché Powell poté dedicarsi ad altri ruoli, sempre per la BBC, come ad esempio nelle novelle televisive Sentimental Education (1970) e Jude the Obscure (1971). Apparve inoltre in due episodi (Lady Killer - Death to Sister Mary) della serie giallo-drammatica inglese Thriller (1973). Apparve anche nella serie TV Looking for Clancy (1975), basata sulla novella Clancy di Frederic Mullally.
Per molti anni continuò a recitare per la televisione, con incursioni occasionali nel mondo del cinema, ad esempio nel ruolo del compositore austriaco Gustav Mahler nel film biografico La perdizione (1974) di Ken Russell e del capitano Walker nel film Tommy (1975), sempre diretto da Russell. Ironicamente, proprio in una scena di quest'ultimo film, per esigenze della trama il capitano Walker viene a trovarsi in una posa da crocifissione, quasi a presagire il futuro ruolo importante di Powell.
L'attore venne infatti consacrato al grande pubblico con la sua interpretazione di Gesù Cristo nel Gesù di Nazareth (1977) di Franco Zeffirelli. Qui si trovò per la prima volta a recitare con un cast d'eccezione che includeva, tra gli altri, Olivia Hussey, Peter Ustinov, Laurence Olivier, Ernest Borgnine, Stacy Keach, Christopher Plummer, Rod Steiger, Claudia Cardinale, Anthony Quinn e James Mason. Per tale ruolo, Powell venne candidato a un BAFTA e vinse molti altri premi televisivi e cinematografici.
Nel 1978 interpretò il ruolo di Richard Hanney, protagonista del film I 39 scalini di Don Sharp, che riscosse un modesto successo di critica.
Nel 1980 apparve come protagonista nel film Harlequin per la cui interpretazione vinse un premio come miglior attore al Festival cinematografico di Parigi. Nel 1982 ottenne un premio come migliore attore al Festival di Venezia per il suo ruolo in Imperativo di Krzysztof Zanussi.
Nel 1984, Powell fece il proprio debutto cinematografico in America con What Waits Below (noto anche col titolo alternativo di Secrets of the Phantom Caverns).
Fra gli altri ruoli notevoli si ricordano quello del pilota-fantasma Keller in Survivor aereo maledetto (1981) e di Gabriele D'Annunzio nell'omonimo film (1985) del regista Sergio Nasca, sceneggiato da Piero Chiara. Nel 1988 riprese il ruolo dell'agente segreto Richard Hannay nella serie televisiva Hannay, trasmessa nel 1988-1989 in Gran Bretagna. Nel 1993 si dedicò nuovamente alla sit-com comica a fianco del vecchio collega Jasper Carrott, nella parte di un goffo detective nella serie TV The Detectives.
È sposato dal 1975 con Barbara Lord e ha due figli: Barney (1977) e Kate (1979).

## Curiosità
Secondo il racconto del regista - riportato nel volume "Il mio Gesù" (1977) -, Powell prevalse ai casting dello sceneggiato di Franco Zeffirelli - anche se era stato scelto in origine per interpretare il ruolo di Giuda - perché, al momento dell'accensione delle luci di scena, una sarta che stava rimaneggiando la tunica di Powell, cadde in ginocchio esclamando «Signore!».

## Filmografia

### Cinema
- Rapina al treno postale (Robbery), regia di Peter Yates (1967)
- Un colpo all'italiana (The Italian Job), regia di Peter Collinson (1969)
- Sensi proibiti (Secrets), regia di Philip Saville (1971)
- La morte dietro il cancello (Asylum), regia di Roy Ward Baker (1971)
- The Asphix, regia di Peter Newbrook (1972)
- La perdizione (Mahler), regia di Ken Russell (1974)
- Tommy, regia di Ken Russell (1975)
- Gesù di Nazareth, regia di Franco Zeffirelli (1977)
- Al di là del bene e del male, regia di Liliana Cavani (1977)
- I 39 scalini (The Thirty-Nine Steps), regia di Don Sharp (1978)
- Jane Austen a Manhattan (Jane Austen in Manhattan), regia di James Ivory (1980)
- Harlequin, regia di Simon Wincer (1980)
- Survivor aereo maledetto (The Survivor), regia di David Hemmings (1981)
- Imperativo (Imperativ), regia di Krzysztof Zanussi (1982)
- Triplo gioco (The Jigsaw Man), regia di Terence Young (1984)
- D'Annunzio, regia di Sergio Nasca (1986)
- Laggiù nella giungla, regia di Stefano Reali (1987)
- The Mystery of Edwin Drood, regia di Timothy Forder (1993)
- Colour Me Kubrick, regia di Brian W. Cook (2005)
- Tu sei con me!, regia di Michael Sordanus (2008)

### Televisione
- Il gobbo di Notre Dame (The Hunchback of Notre Dame), regia di Michael Tuchner – film TV (1982)
- Shaka Zulu – miniserie TV, 10 puntate (1986)
- Hannay – serie TV, 13 episodi (1988-1989)
- Il segno del comando, regia di Giulio Questi - film TV (1992)
- Miss Marple (Agatha Christie's Marple) – serie TV, episodio 1x02 (2004)

## Doppiatori italiani
- Pino Colizzi in Gesù di Nazareth
- Gino La Monica ne I 39 scalini
- Rodolfo Bianchi in Shaka Zulu
- Roberto Pedicini in D'Annunzio
- Sergio Graziani in Laggiù nella giungla
- Cesare Barbetti ne Il segno del comando
- Sergio Di Stefano in Miss Marple